# Kommissar für Inneres
Der Kommissar für Inneres ist ein Mitglied der Europäischen Kommission. Das Ressort wurde mit Amtsantritt der Kommission Barroso II ab 10. Februar 2010 neu geschaffen. Zuvor gab es seit 1995 den Kommissar für Justiz, Freiheit und Sicherheit, dessen Amt nun in ein Innenpolitik- und ein Justiz-Ressort aufgeteilt wurde, dem Kommissar für Justiz und Grundrechte.
In der Kommission Juncker (Amtsantritt  1. November 2014) hieß das Ressort Migration, Inneres und Bürgerschaft. Umgangssprachlich wird der Amtsinhaber auch als EU-Kommissar für Migration bezeichnet.
Dem Kommissar für Inneres ist die Generaldirektion Migration und Inneres (HOME) zugeordnet. 

## Bisherige Amtsinhaber
| Kommissar             | Amtszeit  | Staat        | nationale Partei | europäische Partei | Amtsbezeichnung                     |
| --------------------- | --------- | ------------ | ---------------- | ------------------ | ----------------------------------- |
| Cecilia Malmström     | 2010–2014 | Schweden     | FL               | ELDR               | Inneres                             |
| Dimitris Avramopoulos | 2014–2019 | Griechenland | ND               | EVP                | Migration, Inneres und Bürgerschaft |
| Ylva Johansson        | 2019–2024 | Schweden     | SAP              | SPE                | Inneres                             |
| Magnus Brunner        | seit 2024 | Österreich   | ÖVP              | EVP                | Inneres und Migration               |